# Головко Федір Андрійович
Федір Андрійович Головко (*1925 — † 1 березня 2003) — доктор технічних наук, професор.

## З життєпису
Народився 1925 року в селі Головківці Чигиринського району Черкаської області.
Син «ворога народу». Закінчив дев'ять класів Головківської середньої школи. Після служби у Радянській Армії закінчив Костромський текстильний інститут в місті Кострома, Росія. 20 років був директором Костромського текстильного комбінату, 16 років — викладачем Костромського текстильного інституту.
Помер 1 березня 2003 року в місті Кострома.